# Västergötlands runinskrifter 4

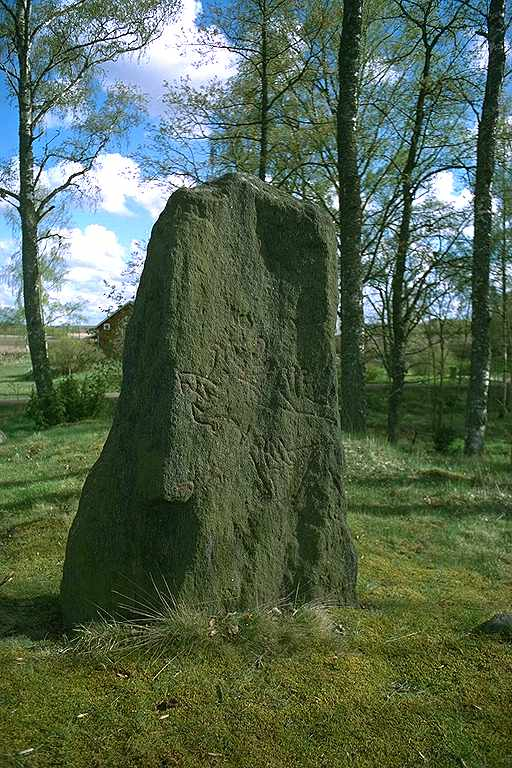
Lejonet på stenens baksida.

Västergötlands runinskrifter 4 är ristad på en runsten som står på Kungsbacken i Vackerborg och Stora Ek utanför Mariestad i Västergötland.

## Stenen
Stenen står nu på åkerholmen Kungsbacken och intill en krök av gamla vägen i Vackerborg, vilket enligt en sockenkarta från 1600- och 1700-talen är dess ursprungliga plats. På 1800-talet lär den ha stått en tid på Ingarud innan den på markägarens initiativ återbördades. Runstenen av grå granit har två olika runristningar; en med runtext på framsidan och en ornamental på baksidan. Dessa är ristade med olika stilbegrepp och möjligen vid olika tillfällen. Den bakre sidan är försedd med ett aggressivt lejon i Ringerikestil. Motivet på det framrusande lejonet med sporrar och blottade hörntänder har ytan 55 x 65 centimeter.
Inskriften är ett intressant dokument över "Udd skald" och hans son Torsten och deras arv, egendomar och skiften. Den handlar också om ett brobygge. Den från runor översatta texten lyder enligt nedan:

## Inskriften
Translitterering av runraden:
utr : skalt : raisti : stain : þinsi : aftir : þurstain : sun : sin : auk : stain:bru : karþi : (f)(i)(r)(i)(r) : (i)(s) : (a)(t)(i) : (þ)ria : buia : i : homri · auk : þria : tiauku : marka : at : airiki
Normalisering till runsvenska:
Uddr Skald ræisti stæin þennsi æftiʀ Þorstæin, sun sinn, ok stæinbro gærði fyriʀ. Es atti þria byia i hamri ok þria tiugu marka at Æiriki.
Översättning till nusvenska:
Udd skald reste denna sten efter Torsten, sin son, och gjorde stenbro för (honom). Han ägde tre gårdar i hammarskifte och trettio marker innestående hos Erik.